# George Hervey
George William Hervey (ur. 31 sierpnia 1721, zm. 18 marca 1775 w Bath) – brytyjski arystokrata, wojskowy, dyplomata i polityk.
Był najstarszym synem Johna Herveya, 2. barona Hervey, i Mary Lapell, córki Nicholasa Lapella. Po śmierci ojca w 1743 r. odziedziczył tytuł 3. barona Hervey i zasiadł w Izbie Lordów. Po śmierci dziadka w 1751 r. odziedziczył dodatkowo tytuł 2. hrabiego Bristol.
Lord Bristol służył kilka lat w armii (do 1742 r.), a w roku 1755 został wysłany z misją dyplomatyczną do Turynu. W latach 1758–1761 był brytyjskim ambasadorem w Madrycie. Tę trudną misję pełnił z godnością i zręcznością. Jego protektorem był William Pitt Starszy.
W 1766 r. Bristol został Lordem Namiestnikiem Irlandii, ale w ciągu swojego krótkiego urzędowania ani razu nie odwiedził wyspy. W latach 1768–1770 był Lordem Tajnej Pieczęci w gabinecie księcia Grafton.
W styczniu 1770 r. otrzymał tytuł stajennego króla Jerzego III. Zmarł w 1775 r. Nigdy się nie ożenił i nie pozostawił potomstwa. Tytuł parowski odziedziczył jego brat, Augustus.